# 匍茎榕
匍茎榕（学名：Ficus sarmentosa）是桑科榕属的植物。分布于尼泊尔、锡金、不丹以及中国大陆的西藏等地，生长于海拔1,800米至2,500米的地区，對環境適應性較強，目前已由人工引种栽培。